# Епіфізіоліз
Епіфізіоліз (грец. epiphysis — вирост та грец. lysis—распад; також відомий як перелом зони роста)—руйнування росткового епіфізарного хряща, наприклад, при переломі кісток зі зміщенням епіфіза. У випадку, якщо лінія перелому проходить не тільки по зоні роста, а переходить в ділянку сформованої кістки (в зону епіфіза або метафіза), використовують термін остеоепіфізіоліз. Такі переломи зустрічаються виключно у дітей.
В англомовній літературі такі переломи більш відомі як переломи Салтера-Гарріса (англ. Salter–Harris fracture), названі на честь канадського хірурга та дитячого ортопеда Роберта Брюса Салтера та американського хірурга-ортопеда Вільяма Гарріса, які створили та опублікували класифікацію переломів в зон роста у дітей в Journal of Bone and Joint Surgery в 1963 році.

## Класифікація

Типи епіфізіолізів (остеоепіфізіолізів) по Салтеру-Гаррісу

В англомовній літературі існує мнемонічне скорочення SALTR для кращого запам'ятовування типів переломів Салтера-Гарріса:
- Тип І: S = Straight (прямий) або Slipped (послизнувся[4][7]). Лінія перелому проходить прямо через пластинку росту кістки.[1] Переломи типу I викликані поздовжньою силою, що діє через зону роста, яка відокремлює епіфіз від метафіза;[4]
- Тип ІІ: A = Above (вище). Лінія перелому простягається вище або розташовується в стороні від пластинки росту кістки;[1]
- Тип ІІІ: L = Lower (нижче). Лінія перелому проходить нижче пластинки росту кістки;[1]
- Тип IV: T = Through (крізь). Лінія перелому проходить крізь метафіз, пластинку росту та епіфіз;[1]
- Тип V: R = Rammed (зруйновано). Пластинка росту зруйнована;[1]

З п'яти найпоширеніших типів переломів Салтера-Гарріса тип II є найпоширенішим (75 %), потім йдуть типи III (10 %), IV (10 %), тип I (5 %) і, нарешті, тип V (виникає рідко і зазвичай діагностується ретроспективно). Ризик погіршення подальшого росту кістки збільшується пропорційно прогресуванню перелому від І до V типу.
Існують також переломи типу VI—IX, але вони рідкісні:
- Тип VI: пошкодження перихондральних структур.[7] Пошкодження периферичної частини зони роста та утворення кісткового моста, що може спричинити кутову деформацію (додано в 1969 році Мерсером Ренгом (Mercer Rang);[9]
- Тип VII: ізольоване пошкодження епіфізарної пластинки[7] (доданий в 1982 році J.A. Ogden);[10]
- Тип VIII: ізольоване пошкодження метафіза з потенційним пошкодженням, пов'язаним з ендохондральною осифікацією[7] (доданий в 1982 році J.A. Ogden);[10]
- Тип IX: пошкодження окістя, яке може перешкоджати внутрішньомембранній осифікації[7](доданий в 1982 році J.A. Ogden);[10]

Рентгенограми типів переломів Салтера-Гарріса з позначенням ліній переломів.
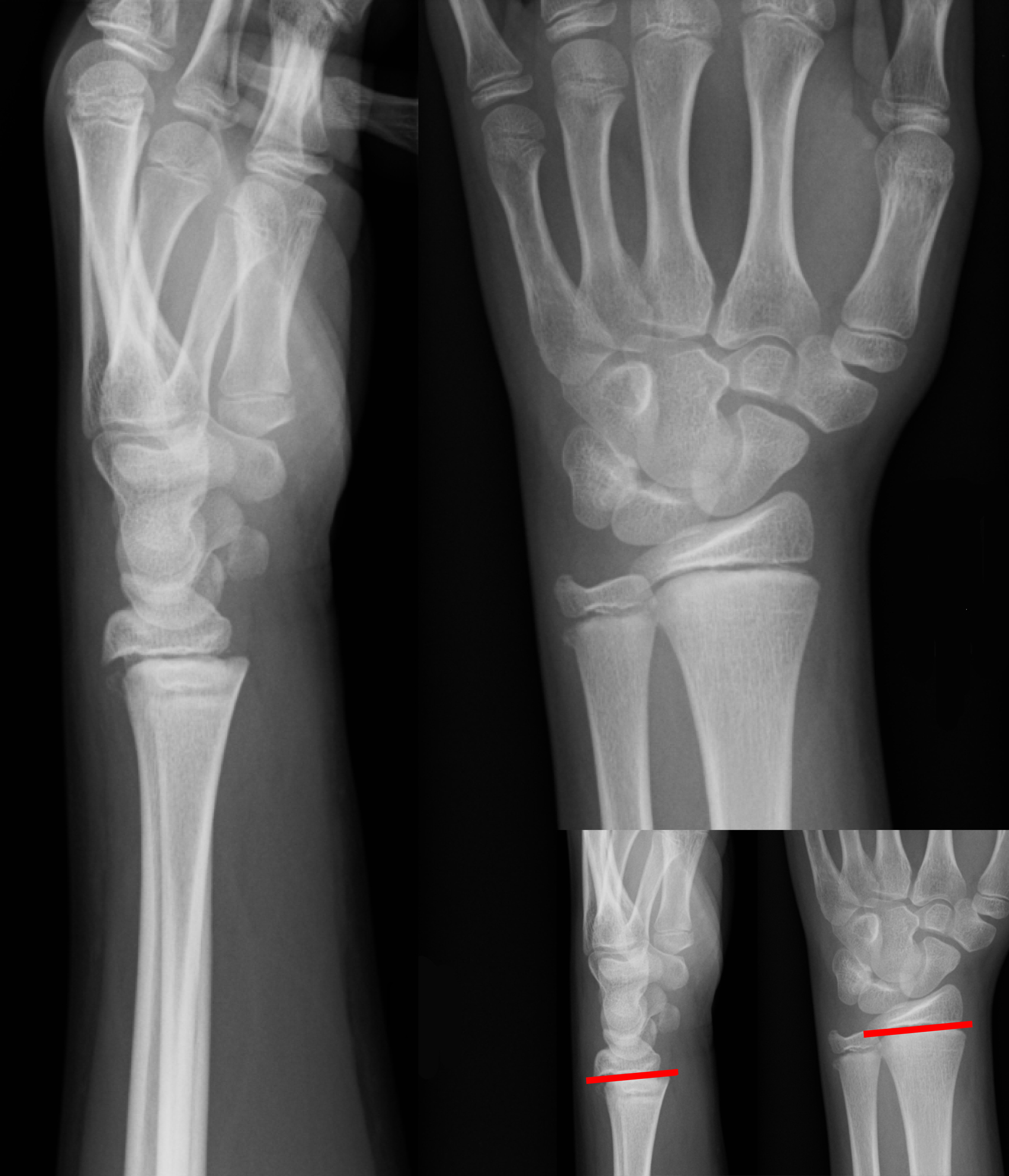
Перелом Салтера-Гарріса тип І дистальної частини променевої кістки на рентгенограмах
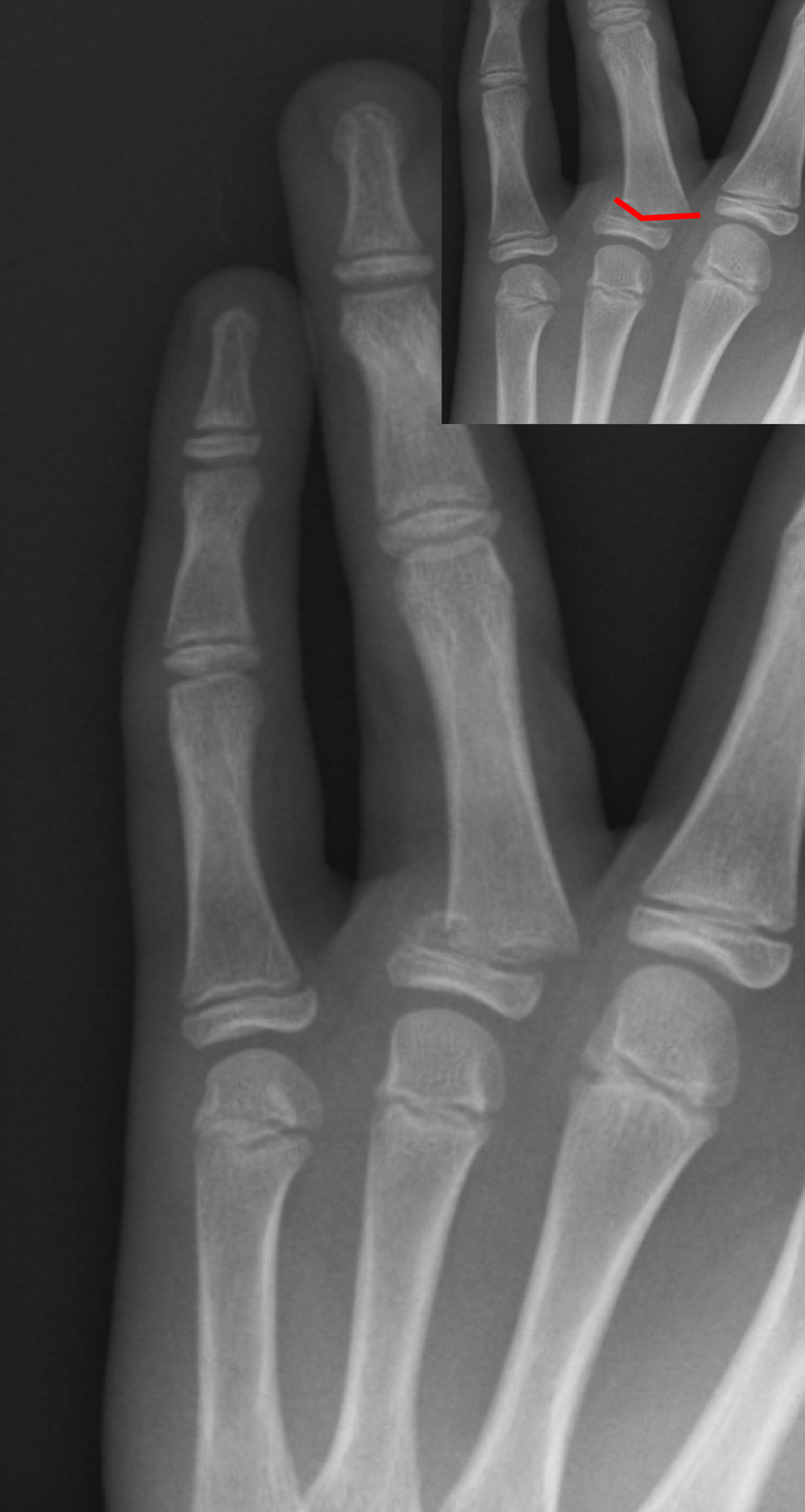
Перелом Салтера-Гарріса тип ІІ проксимальної фаланги 4 пальця кисті на рентгенограмах
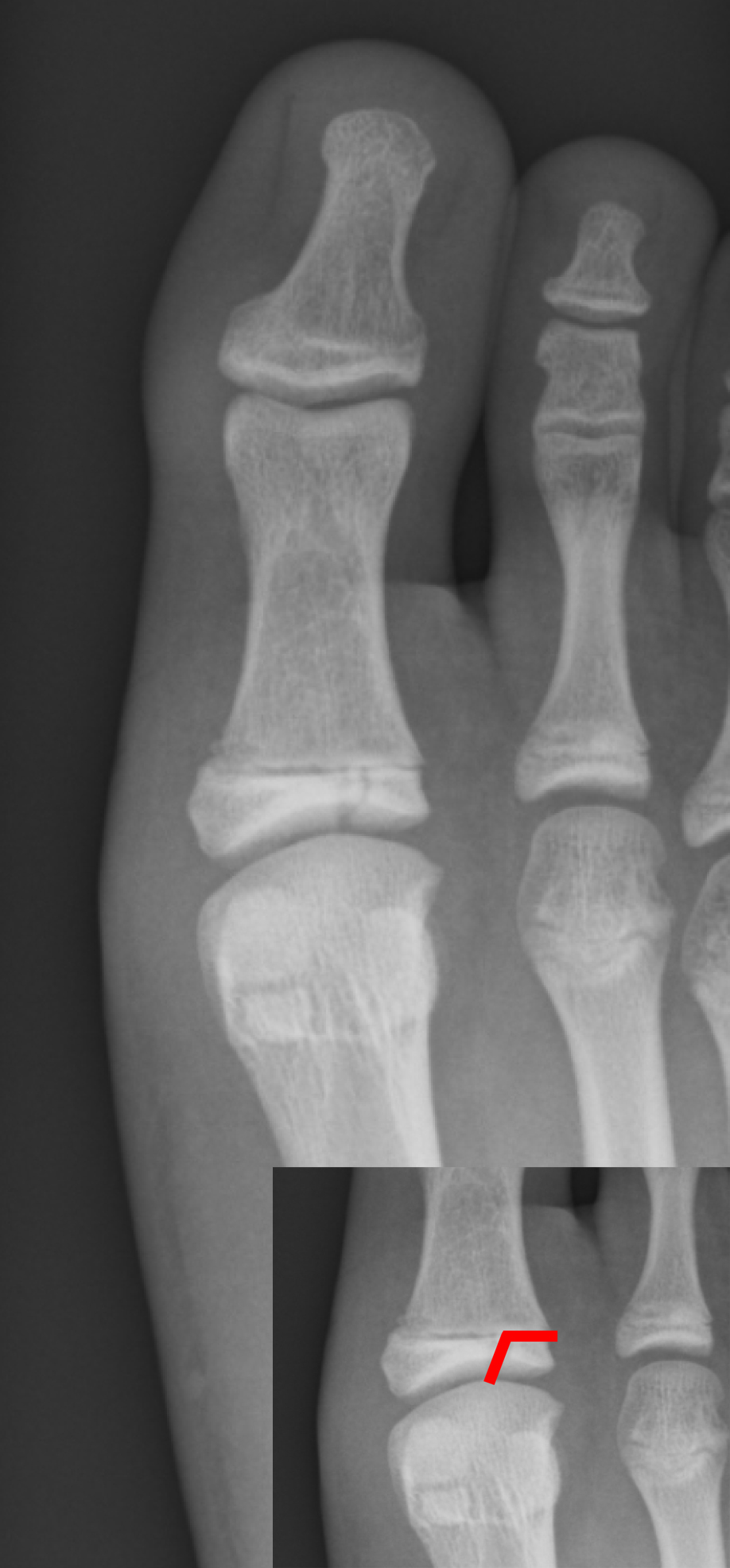
Перелом Салтера-Гарріса тип ІІІ проксимальної фаланги великого пальця стопи на рентгенограмах
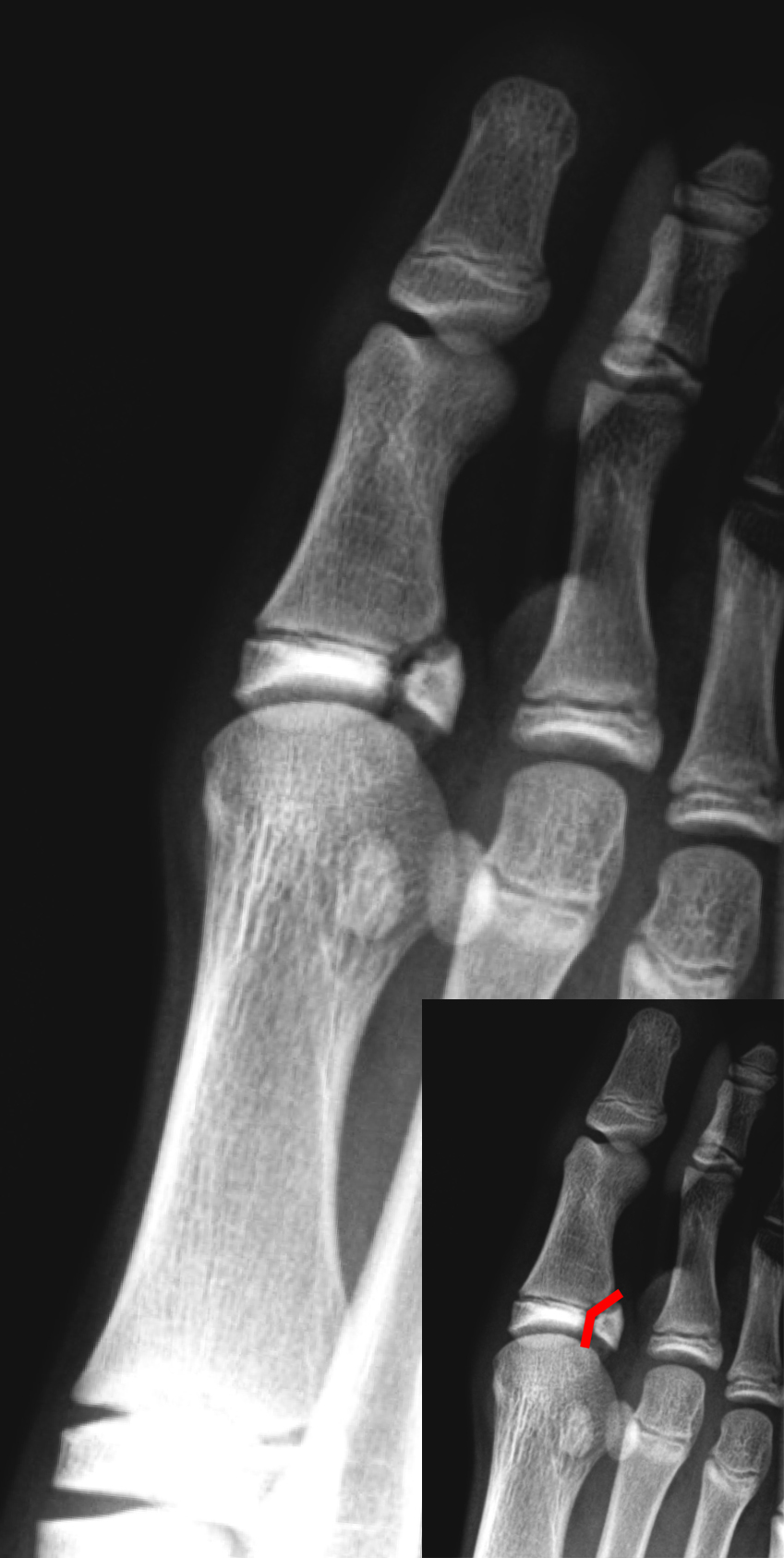
Перелом Салтера-Гарріса тип ІV проксимальної фаланги великого пальця стопи на рентгенограмах

## Симптоми
Найпоширенішим проявом перелому Салтера-Харріса є локалізований біль у суглобі після отримання травми (наприклад, зіткнення, розчавлення або падіння). Пацієнт може мати припухлість навколо суглоба та локальну болючість над місцем травми. Якщо пошкодження відбувається у верхній кінцівці, пацієнт може скаржитися на обмеження рухів в ній. Якщо травма стосується нижньої кінцівки, пацієнт може бути не в змозі витримати вагу тіла на ураженій стороні. Важливо відзначити, що симптоми можуть імітувати пошкодження зв'язок. Тому потрібно бути обережним, щоб уникнути неправильного діагностування симптомів, пов'язаних лише з тканинами суглоба.
Оскільки пластинка росту більш вразлива у дітей, вона часто травмується першою у порівнянні з іншими стабілізуючими структурами (наприклад, основними крупними зв'язками).

## Діагностика
Звичайне рентгенологічне обстеження вважають методом вибору. Якщо результати обстеження неоднозначні, може бути корисним порівняльне рентгенологічне обстеження, отримане з протилежної сторони тіла.
Якщо рентгенографія викликає сумніви щодо наявності або розміру переломів, КТ або МРТ можна використовувати для підтвердження перелома або подальшого його детального опису. Це особливо важливо для визначення залучення суглобової поверхні до перелому або вимірювання ступеня зміщення перелому.
На МРТ при діагностиці таких переломів кісток визначаються наступні особливості:
1. Розширення та посилення T2-зваженого сигналу в межах зони росту;[4]
2. Набряк прилеглого кісткового мозку;[4]
3. Супутні метафізарні (Салтера-Гарріса тип II або IV) або епіфізарні (Салтера-Гарріса тип III або IV) лінії перелому;[4]
4. Порушення окістя;[4]

## Лікування
В залежності від особливостей перелому, для переломів типів I і II по Салтеру-Гаррісу зазвичай достатньо закритої репозиції; для типів III і IV по Салтеру-Гаррісу часто необхідне лікування в обсязі відкритої репозиції з внутрішньою фіксацією (ORIF). Пацієнтів із травмами типу V потребують консультації дитячого ортопеда-травматолога, оскільки такі травми майже завжди призводять до аномалій росту кістки.
Переломи типу I і II по Салтеру-Гаррісу можна лікувати за допомогою закритої репозиції, гіпсування або шинування. Репозицію слід виконувати обережно, щоб уникнути пошкодження зони роста будь-якими фрагментами метафізарної кістки.
Діагностика перелому типу V по Салтеру-Гаррісу може бути відкладена, якщо немає високого ступеня клінічної підозри, і часто діагноз не встановлюється при первинному зверненні. У разі виявлення перелому необхідна термінова консультація ортопеда-травматолога, оскільки ці переломи охоплюють зародковий матрикс, вони можуть зупинити ріст кістки.
У всіх випадках необхідне повторне обстеження пацієнта через сім-десять днів, щоб контролювати належне положення відламків та ступінь консолідації перелома. Обстеження також важливо, щоб визначити, чи виникли будь-які ускладнення, такі як зупинка росту кістки. Якщо є клінічні показання, можна зробити додаткову контрольну рентгенограму через шість і 12 місяців, щоб повторно оцінити ознаки зупинки росту.

### Реабілітація
Пацієнт може бути направлений на фізіотерапію для відновлення діапазону рухів, сили та функції кінцівки. У гострій фазі після травми або хірургічного втручання фізична терапія повинна бути зосереджена на допомозі пацієнту з дотриманням протоколів іммобілізації або навантаження. Можна застосовувати вправи з контрольованим діапазоном рухів і легке зміцнення. Після того, як пластина росту зазнає достатнього загоєння, слід виконувати вправи на поступове зміцнення, діапазон рухів, рівновагу та пропріоцепцію. У молодих спортсменів розширена реабілітація повинна включати специфічні спортивні вправи та тренування.

## Ускладнення
Тривалий біль і обмеження рухливості є побічними ефектами відкладеного лікування таких переломів.
Найважливішим ускладненням епіфізіоліза є зупинка росту кістки, яка може призвести до деформації та поздовжньої зупинки росту, що потенційно може привести до різної довжини кінцівок. Коли відбувається закриття лише частини ростової пластини, можуть виникати кутові деформації кістки.